# Irigny
Cet article possède des paronymes, voir Ibigny et Isigny.
Irigny est une commune française située dans la métropole de Lyon en région Auvergne-Rhône-Alpes.

## Géographie

### Localisation
La commune d'Irigny est située le long du Rhône et sur les hauteurs qui dominent le fleuve, entre Oullins-Pierre-Bénite et Vernaison qui présentent la même configuration.
Le village s'est développé sur la colline autour de l'ancien château reconverti en bibliothèque et de l'église. Il offre une vue dégagée sur la vallée et la commune de Feyzin en face sur la rive gauche du fleuve.

### Voies de communication et transports

#### Transports en commun
La commune est desservie par trois lignes des Transports en commun lyonnais (TCL) :
- La ligne 15 qui part de Bellecour à Lyon, passe par Gare d'Oullins et Pierre-Bénite et fait terminus à Irigny Hauts de Selettes.
- La ligne 15E (express) relie directement Bellecour à Irigny-Yvours puis continue jusqu'à Millery ou Grigny (1 sur 2) via Vernaison.
- La ligne 18 qui part de Saint-Genis-Laval (métro), traverse Pierre-Bénite et Irigny le bas et fait terminus à Vernaison Place.
- Un arrêt de la ligne ferroviaire entre Lyon-Perrache et Givors est inauguré en septembre 2019 (la gare d'Irigny-Yvours)

### Climat
Pour des articles plus généraux, voir Climat d'Auvergne-Rhône-Alpes et Climat du Rhône.
En 2010, le climat de la commune est de type climat du Bassin du Sud-Ouest, selon une étude du Centre national de la recherche scientifique s'appuyant sur une série de données couvrant la période 1971-2000. En 2020, Météo-France publie une typologie des climats de la France métropolitaine dans laquelle la commune est dans une zone de transition entre le climat semi-continental et le climat de montagne et est dans la région climatique Nord-est du Massif Central, caractérisée par une pluviométrie annuelle de 800 à 1 200 mm, bien répartie dans l’année.
Pour la période 1971-2000, la température annuelle moyenne est de 12 °C, avec une amplitude thermique annuelle de 18 °C. Le cumul annuel moyen de précipitations est de 796 mm, avec 8,6 jours de précipitations en janvier et 6,4 jours en juillet. Pour la période 1991-2020, la température moyenne annuelle observée sur la station météorologique de Météo-France la plus proche, « Saint-Genis-Laval », sur la commune de Saint-Genis-Laval à 3 km à vol d'oiseau, est de 12,8 °C et le cumul annuel moyen de précipitations est de 782,6 mm,. Pour l'avenir, les paramètres climatiques de la commune estimés pour 2050 selon différents scénarios d'émission de gaz à effet de serre sont consultables sur un site dédié publié par Météo-France en novembre 2022.
| Mois                                  | jan.             | fév.             | mars           | avril           | mai             | juin           | jui.           | août           | sep.            | oct.            | nov.            | déc.             | année      |
| ------------------------------------- | ---------------- | ---------------- | -------------- | --------------- | --------------- | -------------- | -------------- | -------------- | --------------- | --------------- | --------------- | ---------------- | ---------- |
| Température minimale moyenne (°C)     | 1                | 1,3              | 4,2            | 6,9             | 10,7            | 14,3           | 16,3           | 16             | 12,4            | 9,2             | 4,6             | 1,7              | 8,2        |
| Température moyenne (°C)              | 3,9              | 5                | 9              | 12,2            | 16              | 20             | 22,3           | 22             | 17,7            | 13,3            | 7,8             | 4,5              | 12,8       |
| Température maximale moyenne (°C)     | 6,9              | 8,7              | 13,7           | 17,4            | 21,4            | 25,7           | 28,2           | 28,1           | 22,9            | 17,3            | 10,9            | 7,3              | 17,4       |
| Record de froid (°C) date du record   | −19,3 17.01.1893 | −18,4 04.02.1917 | −10,6 01.03.05 | −3,8 08.04.03   | −0,3 04.05.1941 | 0,2 10.06.1967 | 5,8 08.07.1954 | 6,5 31.08.1940 | 0 04.09.1917    | −4,7 27.10.1887 | −9,5 28.11.1915 | −17,3 22.12.1938 | −19,3 1893 |
| Record de chaleur (°C) date du record | 19,4 30.01.13    | 22,5 15.02.1958  | 25,7 31.03.21  | 29,7 19.04.1949 | 34,7 24.05.09   | 38,7 22.06.03  | 40,2 31.07.20  | 41,5 13.08.03  | 36,7 05.09.1949 | 29,7 02.10.23   | 22,8 07.11.1955 | 19,2 03.12.1961  | 41,5 2003  |
| Précipitations (mm)                   | 48,1             | 36,7             | 46,5           | 67,7            | 75              | 67,5           | 64,8           | 63,2           | 79,8            | 94,5            | 90,1            | 48,7             | 782,6      |

## Urbanisme

### Typologie
Au 1er janvier 2024, Irigny est catégorisée grand centre urbain, selon la nouvelle grille communale de densité à sept niveaux définie par l'Insee en 2022.
Elle appartient à l'unité urbaine de Lyon, une agglomération inter-départementale regroupant 123  communes, dont elle est une commune de la banlieue,,. Par ailleurs la commune fait partie de l'aire d'attraction de Lyon, dont elle est une commune du pôle principal,. Cette aire, qui regroupe 397 communes, est catégorisée dans les aires de 700 000 habitants ou plus (hors Paris),.

### Occupation des sols
L'occupation des sols de la commune, telle qu'elle ressort de la base de données européenne d’occupation biophysique des sols Corine Land Cover (CLC), est marquée par l'importance des territoires agricoles (52,1 % en 2018), en diminution par rapport à 1990 (56,1 %). La répartition détaillée en 2018 est la suivante : 
zones urbanisées (30,3 %), zones agricoles hétérogènes (26,3 %), cultures permanentes (22,5 %), zones industrielles ou commerciales et réseaux de communication (10,3 %), eaux continentales (4 %), prairies (3,4 %), forêts (3,2 %). L'évolution de l’occupation des sols de la commune et de ses infrastructures peut être observée sur les différentes représentations cartographiques du territoire : la carte de Cassini (XVIIIe siècle), la carte d'état-major (1820-1866) et les cartes ou photos aériennes de l'IGN pour la période actuelle (1950 à aujourd'hui).

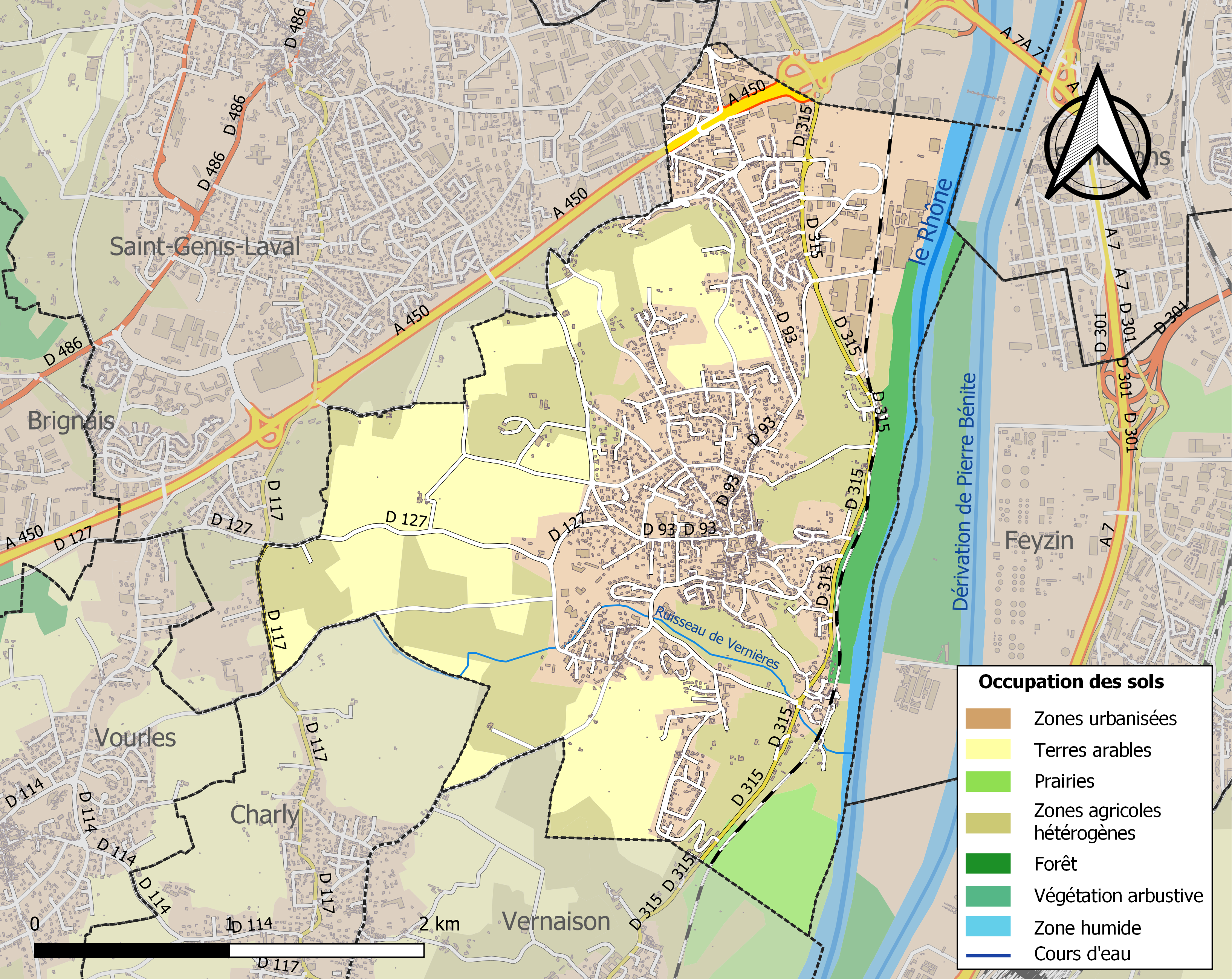
Carte des infrastructures et de l'occupation des sols de la commune en 2018 (CLC).

## Histoire

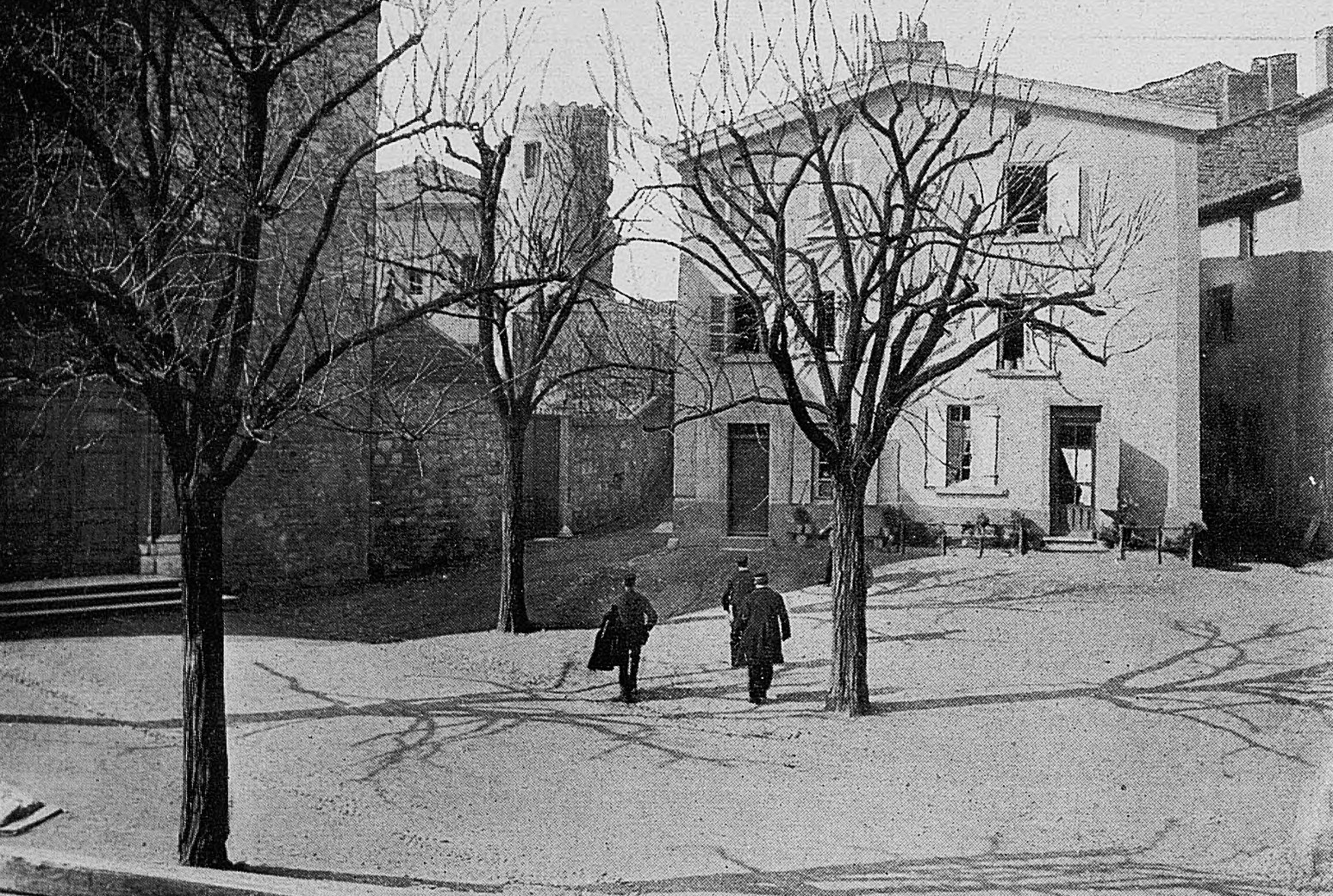
Le parvis de l'église au début du XXe siècle.

Autour de 1200, Renaud de Forez, archevêque de Lyon de 1193 à 1226, fit construire un château-fort sur un coteau au sud de Lyon pour protéger les intérêts qu'il possédait sur le Rhône. Le village d'Irigny se regroupa autour de ce château-fort. Jusqu'en 1592, l'archevêque de Lyon était le seigneur d'Irigny. La seigneurie d'Irigny a été vendue à Jehan Croppet le 31 août 1592. Pendant près de deux siècles, le titre de Seigneur d'Irigny est resté dans cette famille.  En 1790, le premier maire d'Irigny se nomme Pierre Guillot.
Actuellement, il subsiste deux tours  du château d'Irigny, construit par l'archevêque Renaud de Forez. L'une d'elles abrite la bibliothèque municipale.
Au cours de la Révolution française, la commune porte provisoirement le nom de L'Union-sur-Rhône.
Au début de l'année 1946, la municipalité a créé un « Comité pour Bezange » pour venir en aide à la commune de Bezange-la-Petite en Lorraine qui avait été lourdement touchée par les combats de la Libération en septembre 1944. Irigny était l'une des premières communes de France à avoir offert un tel parrainage. Il a été commémoré en 1997 à Irigny et en 1999 à Bezange.
Le Grand Lyon disparait le 1er janvier 2015, et laisse place à la collectivité territoriale de la métropole de Lyon. La commune quitte ainsi le département du Rhône.

## Politique et administration

### Liste des maires
| Période                                  | Période   | Identité            | Étiquette               | Qualité |
| ---------------------------------------- | --------- | ------------------- | ----------------------- | --- |
| Les données manquantes sont à compléter. |           |                     |                         | |
| 1790                                     | 1795      | Pierre Guillot      |                         | premier maire |
| 1900                                     | 1925      | Jacques Dunand      |                         | |
| 1925                                     | 1941      | Claudius Peymel     |                         | Révoqué par le Gouvernement de Vichy                                                                                                   |
| 1947                                     | 1960      | Hilaire Dunand      |                         | |
| 1960                                     | 1966      | Jean Gotail         |                         | |
| 1966                                     | 1980      | Gilbert Billon      |                         | Démissionnaire pour raisons de santé                                                                                                   |
| 1980                                     | juin 1995 | Paul Comte          |                         | 1er adjoint (1977 → 1980) Conseiller communautaire du Grand Lyon (1980 → 2001)                                                         |
| juin 1995                                | mai 2020  | Jean-Luc da Passano | UDF puis MoDem puis UDI | Pharmacien retraité, maire honoraire Conseiller général du canton d'Irigny (1985 → 2014) 4e vice-président du Grand Lyon (2015 → 2020) |
| 25 mai 2020                              | En cours  | Blandine Freyer     | LREM-DVC                | Ancienne adjointe |

### Jumelages
- Gochsheim (Allemagne)

## Démographie

### Évolution démographique
L'évolution du nombre d'habitants est connue à travers les recensements de la population effectués dans la commune depuis 1793. Pour les communes de moins de 10 000 habitants, une enquête de recensement portant sur toute la population est réalisée tous les cinq ans, les populations de référence des années intermédiaires étant quant à elles estimées par interpolation ou extrapolation. Pour la commune, le premier recensement exhaustif entrant dans le cadre du nouveau dispositif a été réalisé en 2005.

En 2022, la commune comptait 8 909 habitants, en évolution de +3,48 % par rapport à 2016 (Rhône : +3,93 %, France hors Mayotte : +2,11 %).
| 1793  | 1800  | 1806  | 1821  | 1831  | 1836  | 1841  | 1846  | 1851  |
| ----- | ----- | ----- | ----- | ----- | ----- | ----- | ----- | ----- |
| 1 146 | 1 104 | 1 098 | 1 073 | 1 156 | 1 156 | 1 113 | 1 177 | 1 170 |

| 1856  | 1861  | 1866  | 1872  | 1876  | 1881  | 1886  | 1891  | 1896  |
| ----- | ----- | ----- | ----- | ----- | ----- | ----- | ----- | ----- |
| 1 311 | 1 222 | 1 345 | 1 379 | 1 389 | 1 366 | 1 366 | 1 451 | 1 451 |

| 1901  | 1906  | 1911  | 1921  | 1926  | 1931  | 1936  | 1946  | 1954  |
| ----- | ----- | ----- | ----- | ----- | ----- | ----- | ----- | ----- |
| 1 535 | 1 549 | 1 580 | 1 580 | 1 879 | 2 025 | 1 939 | 2 108 | 2 558 |

| 1962  | 1968  | 1975  | 1982  | 1990  | 1999  | 2005  | 2006  | 2010  |
| ----- | ----- | ----- | ----- | ----- | ----- | ----- | ----- | ----- |
| 3 337 | 3 679 | 5 226 | 6 828 | 7 955 | 8 330 | 8 279 | 8 258 | 8 320 |

| 2015  | 2020  | 2022  | - | - | - | - | - | - |
| ----- | ----- | ----- | - | - | - | - | - | - |
| 8 583 | 8 805 | 8 909 | - | - | - | - | - | - |

### Enseignement
1 700 enfants sont scolarisés à Irigny, répartis dans quatre groupes scolaires dont un privé (le Village, Gilbert Billon, Hilaire Dunand et le groupe scolaire catholique Antoine Truchet) et un collège, le collège d'enseignement général Daisy-Georges Martin.

### Manifestations culturelles et festivités
Une course, dite course des deux forts, reliant les forts de Champvillard et Montcorin est organisée depuis 1994 dans la commune.

## Économie

### Revenus de la population et fiscalité
En 2010, le revenu fiscal médian par ménage était de 35 815 €.

### Entreprises et commerces
- Manufacture textile du maroquinier Hermès.

### Agriculture
Une part importante du plateau d'Irigny est occupée par des vergers (3 exploitants), et dans une moindre mesure par des cultures maraichères.

## Culture locale et patrimoine

### Lieux et monuments
* Villa Bagatelle (Irigny)
- Château d'Irigny :

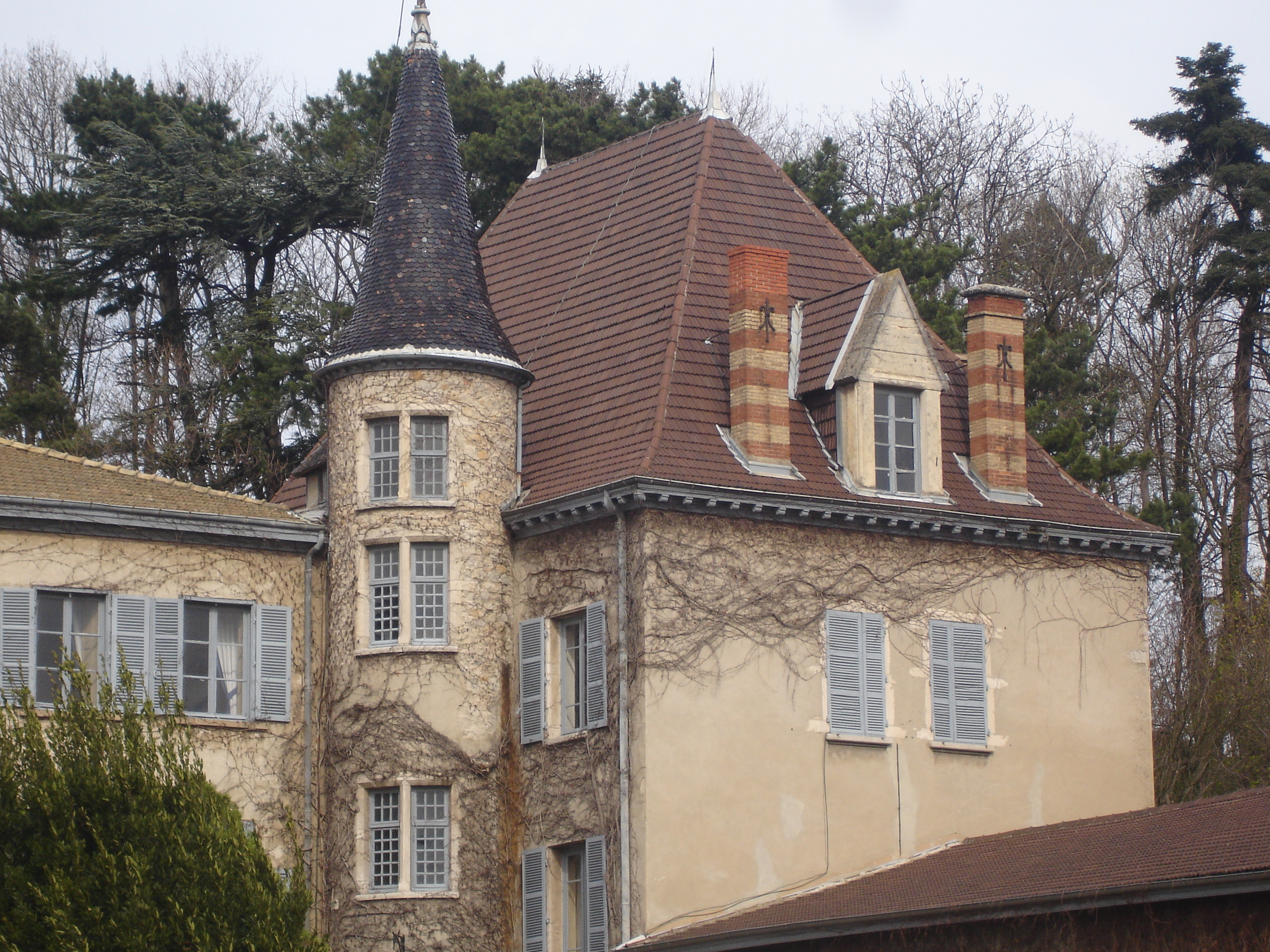
Château de La Combe

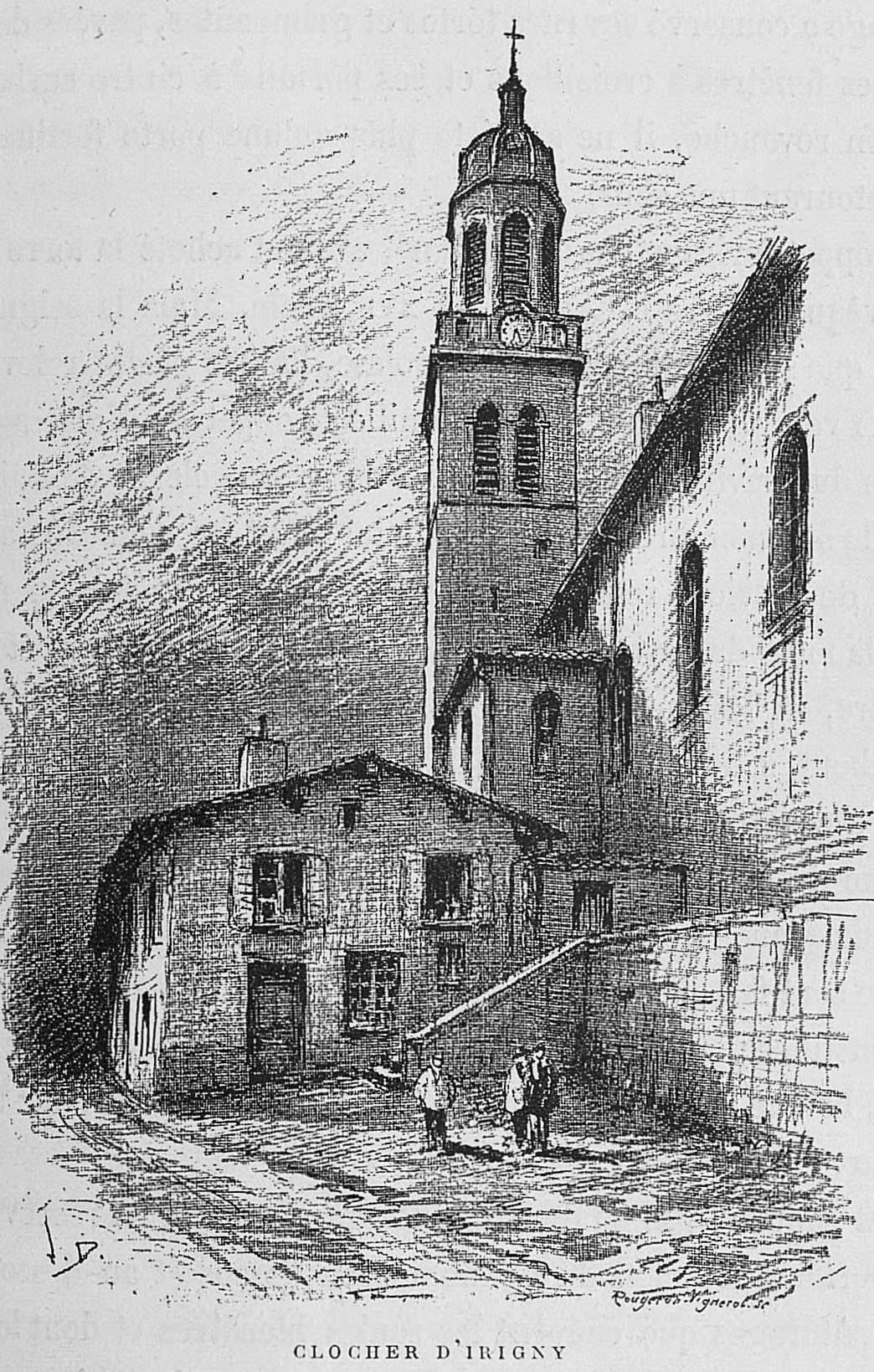
Clocher illustré par Joannès Drevet (1854–1940).

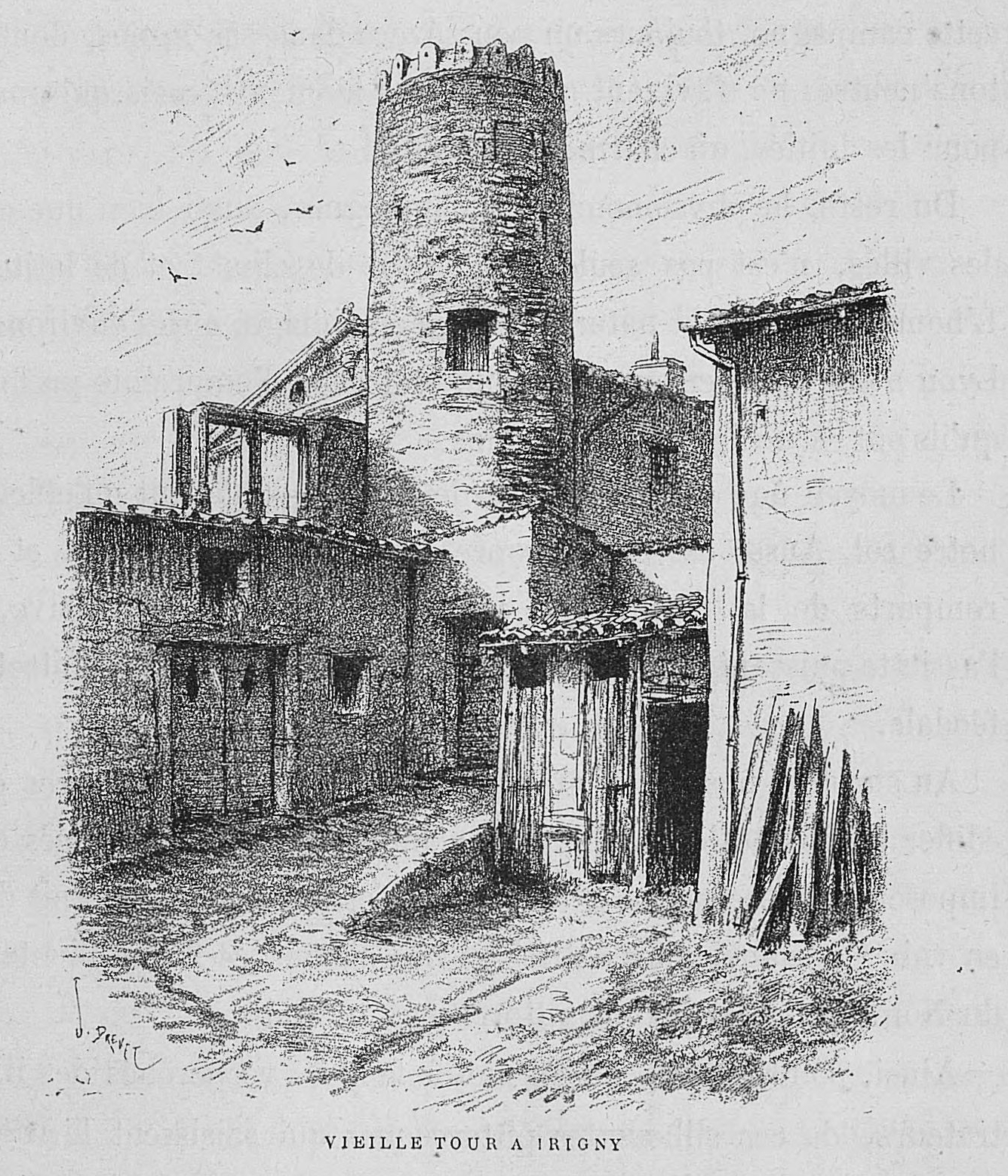
Vieille tour à Irigny illustré par J. Drevet

  - Il accueille actuellement la bibliothèque municipale.
  - Il est situé au centre du bourg, à côté de l'église.
- Château de la Combe

Il est situé dans le bas de la commune, en montant quand on vient de Vernaison. Il a notamment servi de décor pour la série télévisée française Louis la Brocante jusqu'en 2010.
- Manoir de Montcorin[23].

Construit pour Barthélemy Hervart, le château est une maison carrée datant de 1646 complétée par des bâtiments d'exploitation agricole entourée de 2 ha de terrain dont un jardin à la française du XVIIe siècle et un jardin paysagé remontant au XIXe siècle.
- Le lavoir de La Combe

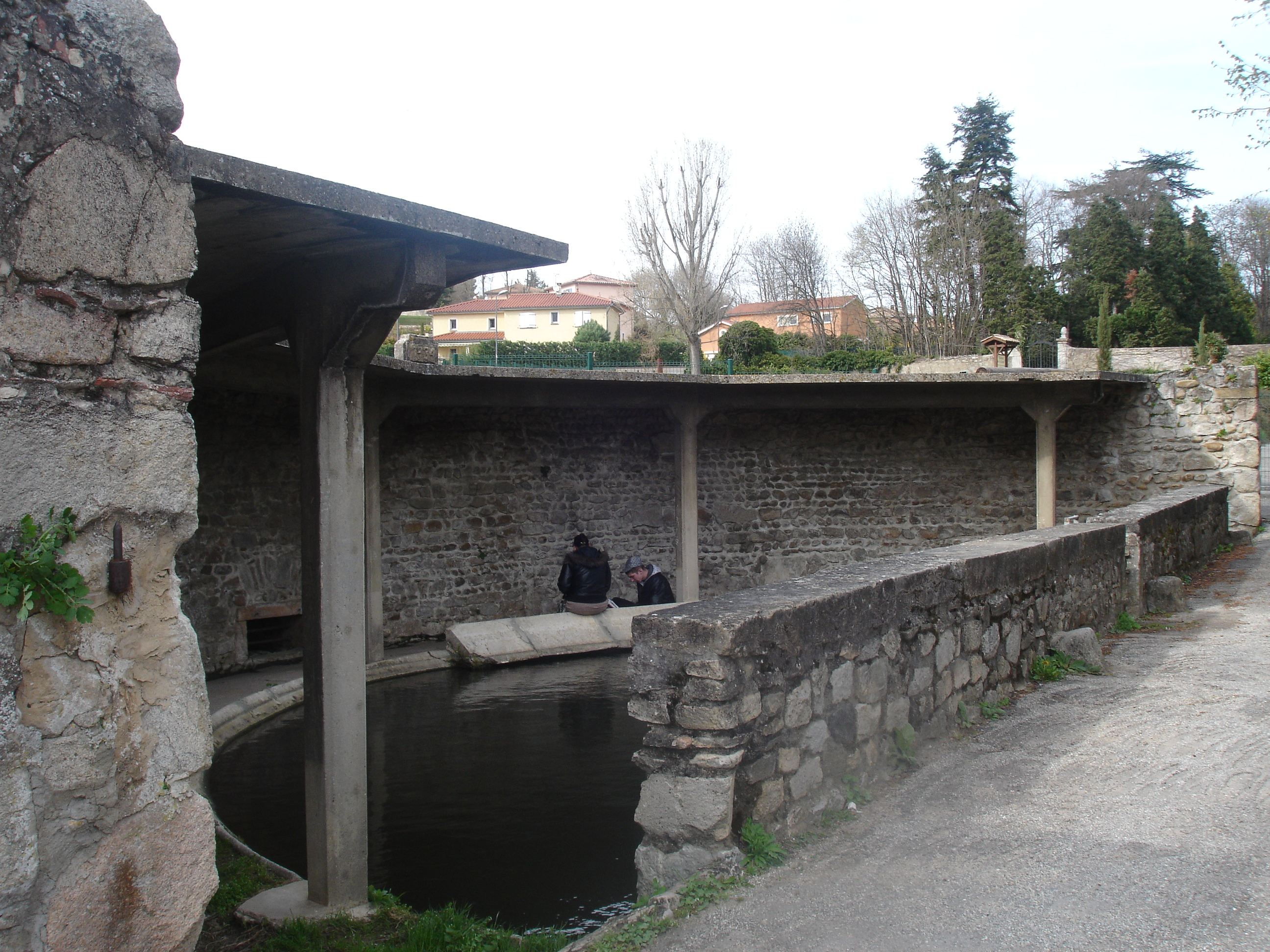
Lavoir de La Combe

Il est situé également dans le bas du village vers le château du même nom. Il a été construit dans le lit d'un ruisseau, la Venières, vers 1885. À l'origine, il était recouvert par une charpente en bois et des tuiles romanes. Lors de sa réfection en 1934, elle a été remplacée par la couverture actuelle en béton armé.
Ce lavoir constituait un élément important pour les habitants de ce quartier comme point d'eau et pour la lessive jusque dans les années cinquante où l'adduction d'eau l'a rendu obsolète.

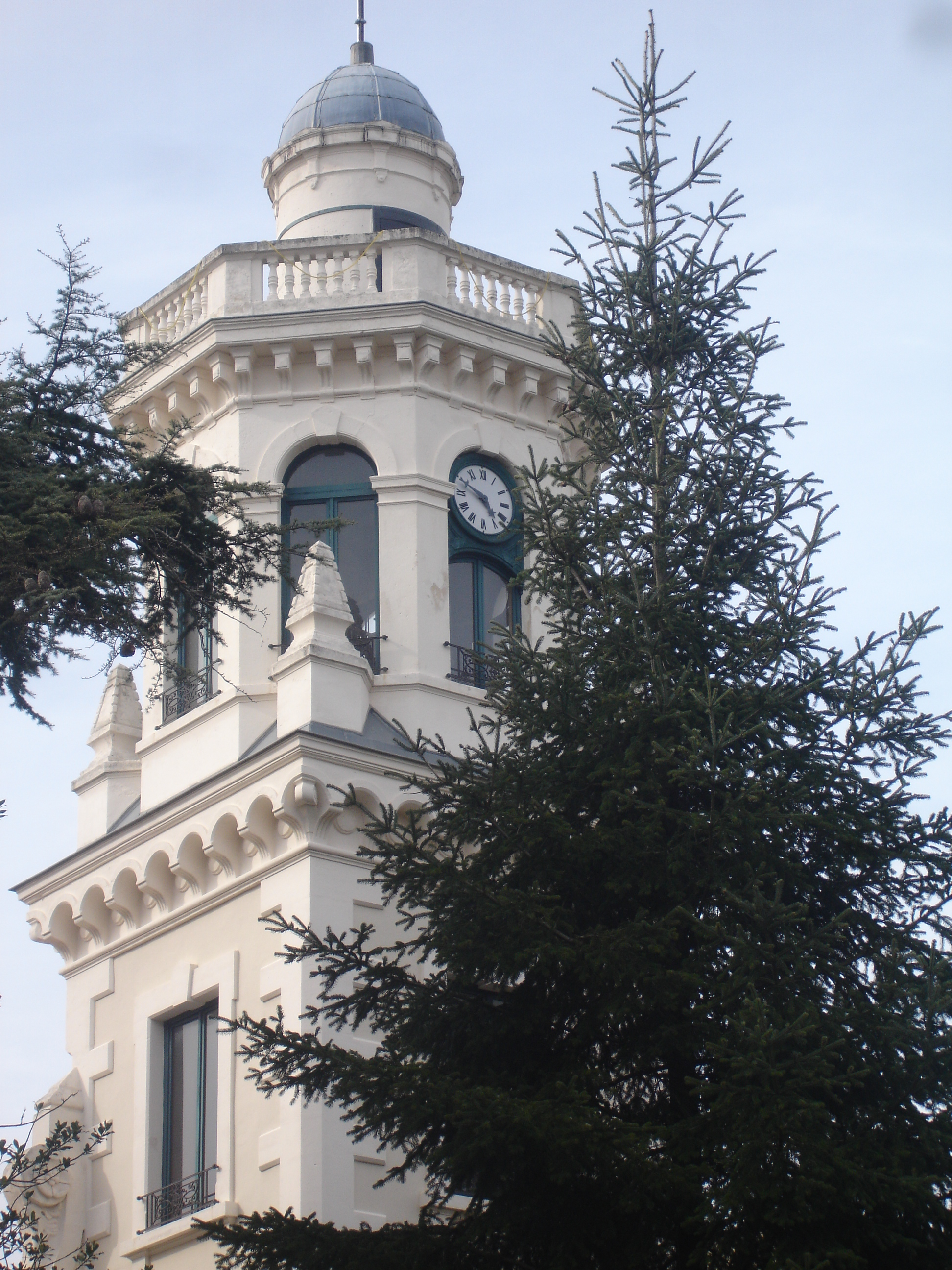
Maison de la fondation Dorothée-Petit

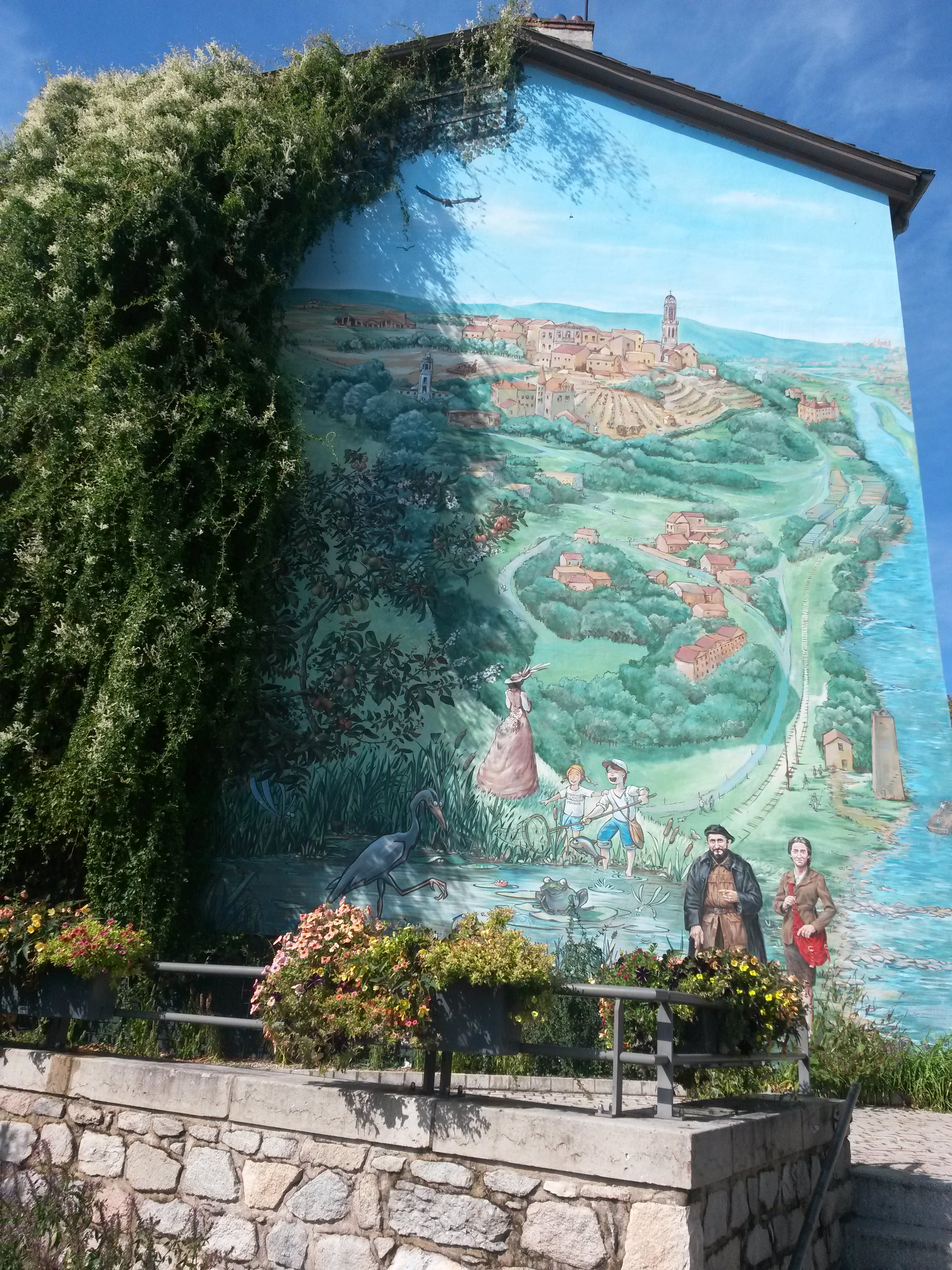
Fresque murale d'Irigny

- La grande fresque de la place de l'église

C'est une fresque végétale dans sa partie gauche, représentant des éléments et des personnages symboliques pour la commune, en particulier l'abbé Pierre qui a passé à Irigny une grande partie de sa jeunesse.
Elle se situe place Abbé Pierre, au bout de l'avenue de Bezange, commune de Moselle liée à Irigny. Elle représente :
- - la situation du village, des berges le long du Rhône et le centre d'Irigny sur le plateau ;
  - le passé avec les vignes, la « traille » pour traverser le fleuve, les deux châteaux ;
  - le présent avec les activités économiques, sportives et culturelles, ainsi que l'environnement avec la zone naturelle et agricole ;
  - l'avenir avec le symbole de ces deux enfants, l'un d'Irigny et l'autre de Gochsheim, la ville jumelée allemande.
- La maison de la fondation Dorothée-Petit

Cette grande bâtisse, du nom de la donatrice, est d'un style post-baroque et possède une belle tour ouvragée.
- Le fort de Champvillard, construit entre 1879 et 1881, faisait partie de la deuxième ceinture de Lyon.
- Le fort de Montcorin est bâti de 1877 à 1879 pour protéger la place de Lyon.
- La chapelle Saint-Martin était la chapelle du château d'Yvours, de style roman, restaurée en 2007. Une messe est célébrée chaque année lors de la Saint-Martin le 11 novembre.

### Espaces verts et fleurissement
En 2014, la commune obtient le niveau « une fleur » au concours des villes et villages fleuris.

### Équipements culturels
Irigny dispose d'équipements culturels :
- l'École de Musique d'Irigny, actuellement dirigée par Christophe Voidey.
- Le Sémaphore et la Pastorale, formant un complexe culturel situé au lieu-dit de Champvillard

### Personnalités liées à la commune
- Françoise Dunand, égyptologue et historienne, originaire d'Irigny.
- L'Abbé Pierre y a passé son enfance.
- Julien Viale, footballeur professionnel est originaire d'Irigny.

Le conseil municipal d'Irigny a donné le nom « Abbé Pierre » à la place de l'église d'Irigny. La nouvelle place Abbé-Pierre ainsi qu'un monument commémoratif, ont été inaugurés le 1er septembre 2007, en présence de nombreux habitants, des autorités politiques et de représentants cléricaux, des membres et responsables de la communauté Emmaüs, du scoutisme lyonnais et de neveux et nièces de l'abbé Pierre. Sur cette place a été inaugurée, en 2009, une fresque végétale représentant entre autres l'Abbé Pierre et Daisy-Georges Martin, martyre de la Résistance.